# ニューキャッスル郡
座標: 北緯39度35分 西経75度38分 / 北緯39.58度 西経75.64度
ニューキャッスル郡（英: New Castle County）は、アメリカ合衆国デラウェア州にある郡。人口は57万0719人（2020年）。郡庁所在地は、ウィルミントン（英: Wilmington）。

## 地理
アメリカ合衆国統計局の調査によると、1,278km2を占め、1,104km2が陸であり、174km2が池や川である。13.62%を水が占めている。

### 隣接する郡
- デラウェア郡 (ペンシルベニア州)　　（北東）
- グロスター郡 (ニュージャージー州)（北東）
- セイラム郡 (ニュージャージー州)（東）
- ケント郡（南）
- ケント郡 (メリーランド州)（南西）
- セシル郡 (メリーランド州)（西）
- チェスター郡 (ペンシルベニア州)（北西）

## 統計
2010年の統計によると、538,479人、202,651の世帯、134,743の家族が住んでいる。人口密度は、510.2人/km2である。217,511件の住居があり、197件/km2である。人口の65.5%が白人、23.7%がアフリカ系アメリカ人、0.3%がアメリカ先住民、4.3%がアジア系、他の人種が3.5%がそのほかの民族や人種、2.5%が2つ以上の民族や人種を親に持ち、8.7%がヒスパニック系である。
202,651世帯のうち、33.8%が18歳未満の子供と一緒に生活しており、46.6%は夫婦で生活している。14.9%は未婚の女性が世帯主であり、 33.5%は家族以外の住人と同居している。26.1%は独身の居住者が住んでいる。1世帯の平均人数は2.57人であり、家庭の場合は、3.11人である。年齢の中間値は37.2歳である。
1世帯の平均年収は62,474ドルであり、家庭の場合は78,072ドルである。男性の平均収入が52,637ドルであるのに対し、女性は41,693ドルである。住民1人当たりの収入は31,220ドルであり、人口の10.3%、6.60%の家庭が貧困線以下にある。18歳未満の13.6%、65歳以上の7.6%が貧困線以下にある。

## 市町村
- アーデン (Arden)
- アーデンタウン (Ardentown)
- ベレフォンテ (Bellefonte)
- クレイトン (Clayton) - 一部はケント郡
- デラウェアシティ (Delaware City)
- エルスメア (Elsmere)
- ミドルタウン (Middletown)
- ニューキャッスル (New Castle)
- ニューアーク (Newark)
- ニューポート (Newport)
- オデッサ (Odessa)
- スマーナ (Smyrna) - 一部はケント郡
- タウンセンド (Townsend)
- ウィルミントン (Wilmington)

### 統計上の市域やその他の地名
- ベア (Bear)
- ブルックサイド (Brookside)
- クレイモント (Claymont)
- コリンズパーク (Collins Park)
- クリスティアナ (Christiana)
- エッジムーア (Edgemoor)
- グラスゴー (Glasgow)
- グリーンビル (Greenville)
- ホックシン (Hockessin)
- ミンクアデール (Minquadale)
- モントチャニン (Montchanin)
- ノーススター (North Star)
- オグルタウン (Ogletown)
- パイククリーク (Pike Creek)
- ロックランド (Rockland)
- スタントン (Stanton)
- ウィルミントンマノーア (Wilmington Manor)
- ウィンターサー (Winterthur)